# Kees Otten (blokfluitist)
Gerrit Cornelis (Kees) Otten (Amsterdam, 28 november 1924 - aldaar?, 25 september 2008) was een Nederlands blokfluitist.
Hij was zoon van hoofdcommies Peter Otten en Johanna Hendrika van Warmelo.
Otten was bekend als een pionier van de heropleving van de blokfluit. Hij werd ook wel de "grootvader van de blokfluit" genoemd en was de eerste conservatoriumdocent blokfluit in Nederland. Onder zijn studenten telde hij Frans Brüggen. Met zijn ensemble Syntagma Musicum voerde Kees Otten muziek uit de middeleeuwen en de renaissance uit en maakte hij tournees in vele landen.
Otten trouwde driemaal. Hij huwde op 17 augustus 1950 met Marijke Ferguson, die zijn eerste leerling was geweest aan het Muzieklyceum Amsterdam. Het koppel kreeg twee zonen: schrijver Willem Jan Otten (°4 oktober 1951) en kunstschilder Michiel Otten (1 april 1953 - 27 januari 2017). Op 19 juli 1961 trouwde hij met de musicienne Barbara Miedema Samen met haar en anderen richtte hij in 1963 Syntagma Musicum op. Op 22 januari 1970 volgde een echtscheiding. Op 25 maart 1970 trad hij in het huwelijk met zijn leerling Marina Klunder, samen met haar ging hij in 1979 op tournee door Spanje met een eigen barokensemble. In 1984 beëindigde Otten zijn werkzaamheden met Syntagma Musicum. Nadat hij enige jaren inactief was geweest, richtte hij in 1998 een ensemble op met o.a. Marina Klunder en Gini Tamboer. Gezamenlijk maakten zij de cd fluit douceur, onder auspiciën van Konrad Boehmer. Otten overleed op 25 september 2008 op 83-jarige leeftijd.

## Discografie
Lp's
- "Anthology of early music" / Sax 9 / Colombia - EMI
- "Lebendige Musik des Mittelalters und der Renaissance" / 24588 - 24589 / SME 91761 - 62 / EMI - Electrola
- "Music of the Middle Ages and the Renaissance" / HQS 1196 / Vol. I, II / EMI
- "Lebendige Musik des Mittelalters und der Renaissance" / AA 9582 - 3 / EMI - Angel / Japan
- "The Seraphim Guide to Renaissance Music" / Sic - 6052 / Seraphim / 3 records
- "Missa Verbum Incarnatum" / C 063 - 24011 / EMI - Electrola
- "Music aus Italien 1300 - 1650" / C 063 - 24182 / EMI
- "De Wereld van Syntagma Musicum" / C 047 - 24370 / EMI
- "Anno Domini 1501" / C 193 - 24588 / 89 / EMI - His Masters Voice
- "Guillaume Dufay und seine Zeit" / 6.35257 ER / 2 lp's / Telefunken - Das Alte Werk + SLA 2126 - 7 / Japan
- "Denkmäler alter Musik" / Aus dem codex Reina / 6.42.357 AW / Teldec - Telefunken - Das Alte Werk
- "Namban Music in Japan" / OF - 7075 ND / Denon

cd's
- "Guillaume Dufay and his Times" / 39842-21802-2 / 2 cd's / Teldec - Das Alte Werk (1998)
- "Fluit Douceur" / Recorder Music from the 20th century / BV Haast / cd 9804 (1998)